# Naturfredningsrådet
Naturfredningsrådet var statens rådgivende ekspertorgan i spørgsmål om naturfredning fra 1917 til 1992. Rådet oprettedes med den første naturfredningslov (1917) og havde botanikeren Eugen Warming som første formand.
Naturfredningsrådet bestod af ti medlemmer udpeget af den ansvarlige minister (1917-1937 justitsministeriet; 1937-1961 statsministeriet; 1961-1973 kulturministeriet; 1973-1992 miljøministeriet) efter indstilling fra universiteternes naturvidenskabelige fakulteter, Den Kongelige Veterinær- og Landbohøjskole og Danmarks Geologiske Undersøgelse.
Med lov-revisionen 1992 erstattedes Naturfredningsrådet af et Naturbeskyttelsesråd, som igen blev videreført i vismandsinstitutionen Naturrådet. Dette organ blev nedlagt af Regeringen Anders Fogh Rasmussen I efter Anders Fogh Rasmussens nytårstale 1. januar 2002.

## Formænd
- Eugen Warming 1917-1924
- August Mentz 1925-1944
- Ejvind Møller 1944-1953
- Ragnar Spärck 1953-1965